# Krzysztof Marcinek
Krzysztof Jan Marcinek (ur. 6 lutego 1951 w Chorzowie) – polski ekonomista, profesor nauk ekonomicznych (2001), absolwent Wyższej Szkoły Ekonomicznej w Katowicach, specjalista z dziedziny ekonomiki i organizacji inwestycji oraz ryzyka i rachunku ekonomicznego inwestycji. 

## Życiorys
Studia magisterskie w Wyższej Szkole Ekonomicznej w Katowicach ukończył w 1973. W 1978 otrzymał stopień naukowy doktora (nagroda Ministra Nauki, Szkolnictwa Wyższego i Techniki), a w 1990 r. stopień doktora habilitowanego. W 2001 r. nadano mu tytuł naukowy profesora nauk ekonomicznych. Stażysta Durham University, University of Strathclyde oraz Erasmus Universiteit Rotterdam. Główny obszar zainteresowań naukowych to teoria i praktyka inwestowania, w szczególności zagadnienia oceny efektywności oraz ryzyka projektów inwestycyjnych, a także sposobów ich finansowania. W latach 1973–2022 pracownik naukowy Katedry Inwestycji Uniwersytetu Ekonomicznego w Katowicach oraz jej kierownik (2009–2018). W latach 2002–2005 pełnił funkcję pełnomocnika Rektora ds. jakości nauczania, prodziekana ds. nauki na Wydziale Finansów i Ubezpieczeń (2003–2008) oraz prorektora ds. nauki (2008–2012). Wieloletni członek Senatu Uniwersytetu Ekonomicznego w Katowicach oraz komisji senackich, a także komitetu redakcyjnego Wydawnictwa Uniwersytetu Ekonomicznego w Katowicach. Związany zawodowo także z Głównym Instytutem Górnictwa w Katowicach, Instytutem Ekologii Terenów Uprzemysłowionych oraz Stalexportem.
Promotor rozpraw doktorskich w obszarze nauk ekonomicznych (nagradzanych m.in. przez Ministra Infrastruktury oraz konsorcjum uniwersytetów PROGRES 3). Recenzent dorobku naukowego kandydatów na stanowisko profesora, recenzent w postępowaniach habilitacyjnych, członek komisji habilitacyjnych. Recenzent wielu rozpraw doktorskich, książek i artykułów naukowych. Kierownik projektów naukowych realizowanych w Uniwersytecie Ekonomicznym w Katowicach. Promotor blisko 1000 prac licencjackich i magisterskich.
Członek towarzystw naukowych (m.in. Towarzystwa Naukowego Organizacji i Kierownictwa), rad nadzorczych oraz autor ekspertyz dla podmiotów gospodarczych.

## Publikacje
1. K. Marcinek (2014): Wprowadzenie do inwestowania. Katowice, Wyd. UE.
2. K. Marcinek, K. Pera, P. Tworek, D. Adamek-Hyska, M. Tomecki (2012): Inwestycje rzeczowe przedsiębiorstw. Wybrane zagadnienia. Katowice, Wyd. UE.
3. K. Marcinek, M. Foltyn-Zarychta, K. Pera, P. Tworek, P. Saługa (2010): Ryzyko w finansowej ocenie projektów inwestycyjnych. Wybrane zagadnienia. Katowice, Wyd. UE.
4. J. Czarnek, M. Jaworek, K. Marcinek, A. Szóstek (2010): Efektywność projektów inwestycyjnych (red. J. Czarnek). Toruń, TNOiK.
5. K. Marcinek (2009): Finansowa ocena inwestowania w nieruchomości komercyjne. Katowice, Wyd. AE.
6. K. Marcinek (2006): Finansowanie projektów inwestycyjnych na zasadach project finance. Katowice, Wyd. AE.
7. K. Marcinek (2000): Ryzyko projektów inwestycyjnych. Katowice, Wyd. AE.
8. H. Henzel, K. Marcinek, H. Walica (1996): Vademecum inwestora. Przygotowanie i wykonawstwo inwestycji rzeczowych. Katowice, Górnicza Izba Przemysłowo-Handlowa.
9. K. Marcinek (1996): Finansowa ocena przedsięwzięć inwestycyjnych przedsiębiorstw. Katowice, Wyd. AE.
10. K. Marcinek (1993): Metody finansowej oceny przedsięwzięć inwestycyjnych przedsiębiorstw. Katowice, Wyd. AE.
11. K. Marcinek (1991): Metody obliczeń efektywności postępu techniczno-organizacyjnego efektywności kosztów produkcji w hucie „Bobrek” w Bytomiu. Katowice, Śląski Instytut Naukowy.
12. K. Marcinek (1990): Wybrane problemy rachunku ekonomicznej efektywności inwestycji. Katowice, Wyd. AE.
13. K. Marcinek (1990): Metody określania zapotrzebowania na wyroby hutnictwa żelaza w gospodarce narodowej. Katowice, Wyd. AE.
14. K. Marcinek, H. Walica (1989): Zarys ekonomiki i organizacji procesu inwestycyjnego i polityki inwestycyjnej. Katowice, Wyd. AE.
15. K. Marcinek (1988): Metody oceny efektywności inwestycji. Katowice, Wyd. AE.
16. K. Marcinek, H. Szkaradkiewicz, W. Neumann, M. Russ, T. Baszkiewicz, L. Weiss, H-J. Hoffner, R. Oswald (1982): Probleme der Modernisierung und Erneuerung des Grundfonds. T. 2. Berlin, Hochschule für Ökonomie.
17. K. Marcinek, H. Szkaradkiewicz, W. Neumann, M. Russ, T. Baszkiewicz, L. Weiss, H-J. Hoffner, R. Oswald (1982): Probleme der Modernisierung und Erneuerung des Grundfonds. T. 1. Berlin, Hochschule für Ökonomie.
18. K. Marcinek, H. Szkaradkiewicz (1980): Mierniki efektywności powiększania środków trwałych w programowaniu rozwoju branży. Katowice, Wyd. AE.
19. K. Marcinek, H. Szkaradkiewicz (1980): Die Effektivitätsmessung des Grundfondszuwachses bei der langfristigen Planung der Industriezweigentwicklung. Katowice, Wyd. AE.
20. K. Marcinek, T. Pyka, H. Szkaradkiewicz (1979): Zarys ekonomiki i organizacji procesu inwestycyjnego. Katowice, Wyd. AE.
21. K. Marcinek, H. Szkaradkiewicz (1979): Metody i zakres stosowanego w praktyce rachunku ekonomicznej efektywności inwestycji. Katowice, TNOiK.
22. K. Marcinek (1977): Efektywność budowy huty Katowice przy równoczesnej zmianie profili produkcyjnych starych zakładów w związku z procesem modernizacji hutnictwa. Praca doktorska. Katowice, Wyd. AE.
23. K. Marcinek (1976): Zbiór zadań z ekonomiki inwestycji (red. T. Pyka). Katowice, Wyd. AE.